# 1996 у футболі
Нижче наведені футбольні події 1996 року у всьому світі.

## Події
- Відбувся десятий чемпіонат Європи, перемогу на якому здобула збірна Німеччини.
- Відбувся двадцятий кубок африканських націй, перемогу на якому здобула збірна ПАР.

## Засновані клуби
- Металург (Донецьк)
- Перт Глорі (Австралія)
- Пюнік (Вірменія)
- Шериф (Молдова)

## Національні чемпіони
- Англія: Манчестер Юнайтед
- Аргентина
  - Клаусура: Велес Сарсфілд
  - Апертура: Рівер Плейт
- Бразилія: Греміу
- Італія: Мілан
- Іспанія: Атлетіко (Мадрид)
- Нідерланди: Аякс (Амстердам)
- Німеччина: Боруссія (Дортмунд)
- Парагвай: Серро Портеньйо
- Португалія: Порту
- Україна: Динамо (Київ)
- Франція: Осер